# استهلاك لحوم الكلاب في كوريا الجنوبية
إن استهلاك لحوم الكلاب مقيد بشدة وسيصبح قريبا غير قانوني في كوريا الجنوبية. في 9 يناير 2024 أقر البرلمان الكوري الجنوبي بالإجماع قانونا يحظر توزيع وبيع لحوم الكلاب على أن يدخل حيز التنفيذ خلال ثلاث سنوات. تسمح نافذة الثلاث سنوات للمزارعين بالعثور على مصادر دخل أخرى. وفقا لاستطلاع عام 2020 للكوريين الجنوبيين أفاد 83.8% من المشاركين أنهم لم يتناولوا لحوم الكلاب من قبل.
في حين يعتقد معظم العلماء أنه لا يوجد دليل على أن لحوم الكلاب كانت جزءا أساسيا من النظام الغذائي الكوري إلا أن معدل الاستهلاك والتشريعات والممارسات الثقافية المحيطة باستهلاكها قد تغيرت على مدى عدة آلاف من السنين. على سبيل المثال خلال فترتي سيلا (57 قبل الميلاد - 935 م) وكوريو (918 - 1392 م) لم تكن هذه الممارسة شائعة لأن البوذية كانت تؤيد النظام النباتي.
شهد استهلاك لحوم الكلاب انخفاضا حادا على مدى العقود الثلاثة الماضية في كوريا الجنوبية. ويُعزى ذلك إلى التغييرات في التشريعات والانخفاض الديموغرافي للأقلية التي تستهلك لحوم الكلاب وزيادة عدد الكلاب المملوكة كحيوانات أليفة. تختلف تقديرات عدد الحيوانات المستهلكة بشكل كبير وهي موضوع نقاش كبير. غالبا ما تقتبس وسائل الإعلام الأجنبية تقديرات لاستهلاك مليون أو مليوني كلب سنويا (الإحصائيات التي تنتجها غالبا مجموعة حقوق الحيوان) لكن البعض يشكك في دقة الإحصائية. في عام 2020 أبلغت وزارة الزراعة والغذاء والشؤون الريفية عن وجود 200 مزرعة كلاب مسجلة على الرغم من الاشتباه في وجود مزارع غير مسجلة في البلاد.
أكبر سوق للحوم الكلاب سوق موران تم إغلاقه رسميا في عام 2018 بعد سنوات من انخفاض المبيعات إلا أنه تم اكتشاف بعض عمليات البيع غير القانونية في عام 2021. في عام 2018 أغلقت حكومة كوريا الجنوبية مجمع تايبيونغ دونغ الذي كان بمثابة مسلخ للكلاب. جاءت هذه الخطوة بعد خمس سنوات من تصويت مجلس مدينة سيونغنام المدينة التي يقع فيها المسلخ.

## الخلفية التاريخية
لقد تغير معدل استهلاك لحوم الكلاب والدلالات الاجتماعية في كوريا مع مرور الوقت. يتفق العلماء على نطاق واسع على أن لحوم الكلاب لم تكن أبدا جزءا أساسيا من النظام الغذائي الكوري.
من غير المؤكد متى بدأ الكوريون في استهلاك لحوم الكلاب لأول مرة على الرغم من أن العديد من العلماء يرجعونها إلى العصر الحجري الحديث (6000-2000 قبل الميلاد) إلى جانب الحضارات المبكرة الأخرى في شرق آسيا. يقترح كل من العلماء الكوريين والغربيين أن هناك أدلة أثرية على عظام الكلاب من هذه الفترة والتي تظهر علامات استهلاك لحوم الكلاب. يجادل بعض العلماء أيضا باستخدام جلود الكلاب وفرائها بالإضافة إلى وجود أدلة على استخدام الكلاب كحيوانات مرافقة. لوحة جدارية في مجمع مقابر جوجوريو في مقاطعة هوانغهاي الجنوبية بكوريا الشمالية وهي أحد مواقع التراث العالمي لليونسكو ويرجع تاريخها إلى القرن الرابع الميلادي تصور كلبا مذبوحا.
خلال عهد سيلا (57 ق.م - 935م) وسلالة كوريو (918-1392م) كانت هذه الممارسة غير شائعة حيث كانت البوذية هي دين الدولة لكلا البلدين. خلال عهد مملكة كوريو كان تناول اللحوم أمرا محبطا بشكل عام. خلال عهد أسرة جوسون جادل بعض المسؤولين الحكوميين بأن الكلاب كانت رفاقا للبشر ودعوا إلى فرض حظر على استهلاك لحوم الكلاب.
خلال فترة جوسون (1392-1897) هناك أدلة على أن لحوم الكلاب كان يُنظر إليها على أنها طعام شهي إلى حد ما على الرغم من أنها لم تكن تستهلك على نطاق واسع. احتفظ بعض الناس باستهلاكه في أيام خاصة بما في ذلك الأيام الحارة في الصيف والجنازات واحتفالات هوانغاب (احتفالات عيد الميلاد الستين التي تعتبر تاريخيا مهمة). حوالي عام 1816 كتب ابن العالم البارز جيونج ياك يونج قصيدة بعنوان نونججاوليونجا والتي وصفت الممارسات الموسمية لسكان الريف. ووصف امرأة تقدم لحم الكلاب المسلوق من بين أطعمة أخرى لوالدي زوجها. يحتوي كتاب دونجوكسيسيجي لعام 1849 على وصفة لطبق لحم الكلاب بوسينتاغ.
لقد ربط بعض الناس تاريخيا سامبوك ثلاثة أيام الصيف الأكثر حرارة وفقا للتقويم القمري مع استهلاك البوسينتانغ وهو طبق يعتمد على لحم الكلاب على الرغم من أن هذه الممارسة نادرة بشكل متزايد.

## التاريخ الحديث
في عام 2019 قدم أقل من 100 مطعم لحوم الكلاب في سيول (من بين أكثر من 520 ألف مطعم في سيول الكبرى) واستمرت الأرقام في الانخفاض كل عام. أبلغت بعض المطاعم عن انخفاض في الاستهلاك بنسبة 20-30% سنويا. وجد تقرير لصحيفة تشوسون إلبو عام 2022 أن عملاء سوق لحوم الكلاب يميلون إلى أن يكونوا أجانب أو كبار السن (فوق 70 عاما).
بحلول عام 2019 أغلقت جميع أسواق لحوم الكلاب الرئيسية في جميع أنحاء كوريا الجنوبية ويرجع ذلك أساسا إلى انخفاض المبيعات. في عام 2021 سيتم إغلاق آخر سوق رئيسي للحوم الكلاب في دايجو.
في 21 نوفمبر 2018 أغلقت كوريا الجنوبية مسلخ الكلاب الرئيسي في البلاد والمعروف باسم تايبيونغ دونغ. وكان المسلخ يقع في مدينة سيونغنام. خطط مجلس مدينة سيونغنام الذي صوت في عام 2013 لإغلاق المسلخ لتحويل المنطقة إلى حديقة مجتمعية.
يعتبر معظم البوذيين الكوريين تناول أي نوع من اللحوم أو منتجات الألبان بمثابة جريمة أخلاقية. يميل الكوريون الجنوبيون الكاثوليك إلى استهلاك لحوم الكلاب بمعدل أعلى من الديانات الأخرى في كوريا الجنوبية. بشكل عام ساهم ظهور المسيحية في ارتفاع استهلاك اللحوم بجميع أنواعها في جميع أنحاء شرق آسيا.
في حين انخفض استهلاك لحوم الكلاب بشكل كبير فقد ظهرت مشكلة فائض الكلاب من مصانع الحيوانات الأليفة وتزايد عدد الكلاب في الملاجئ كمشاكل أكبر بكثير. خلال العقد الأول من القرن الحادي والعشرين كانت هناك حملات متكررة من قبل رعاية الحيوان الكورية والوكالات الحكومية لتبني الكلاب المهجورة والمختلطة.
في عام 2022 نشرت وزارة الأغذية والزراعة والغابات ومصايد الأسماك في كوريا الجنوبية أول تقرير رسمي بعنوان "مسح تربية وتوزيع الكلاب الصالحة للأكل". ويشير التقرير إلى أنه يتم تربية 521,121 كلبا في 1,156 مزرعة للحوم الكلاب ويتم استهلاك 388,000 كلبا في 1,666 مطعما سنويا اعتبارا من فبراير 2022. ووفقا ل"مسح التصور العام حول أكل الكلاب" قال 55.8% من المشاركين إن المجتمع يجب أن يتوقف أكل الكلاب بينما أجاب 28.4% من المشاركين بأنه يجب أن يظل قانونيا. أما بخصوص تقنين ذبح الكلاب فقد عارضه 52.7% من المستطلعين في حين عارضه 39.2%. قال حوالي 85.5% من المشاركين أنهم لا يتناولون لحوم الكلاب حاليا وقال 14.1% أنهم يفعلون ذلك.
وفي ديسمبر 2023 وقعت مناوشات بين الشرطة وعشرات من مربي الكلاب الذين كانوا يحتجون بعد موافقة الحزب الحاكم على طرح تشريع جديد يحظر ممارسة استهلاك لحوم الكلاب بحلول نهاية العام. وأشار مربو الكلاب من جمعية مزارعي لحوم الكلاب الكورية إلى أنهم يفكرون في إطلاق مليوني كلب بالقرب من منازل المشرعين والمعالم التابعة للحكومة في سيول.
في يناير 2024 أصدرت حكومة كوريا الجنوبية قانونا يحظر بيع وإنتاج لحوم الكلاب. ولن يدخل القانون حيز التنفيذ إلا في عام 2027 بعد فترة سماح مدتها ثلاث سنوات. وقد يواجه منتهكو القانون عقوبة السجن لمدة تصل إلى ثلاث سنوات أو غرامة قصوى قدرها 30 مليون وون.

## السلالات
سلالة الكلاب الأساسية التي يتم تربيتها من أجل اللحوم هي سلالة محلية غير محددة تعرف عادة باسم نوريونجي أو هوانجو. نوريونجي ليس النوع الوحيد من الكلاب الذي يتم ذبحه حاليا من أجل لحومه في كوريا الجنوبية. في عام 2015 ذكرت صحيفة كوريا أوبزرفر أن العديد من سلالات الكلاب الأليفة المختلفة يتم تربيتها لتؤكل بما في ذلك على سبيل المثال اللابرادور والمستردون والكوكر الأسباني وأن الكلاب المذبوحة من أجل لحومها غالبا ما تشمل حيوانات أليفة سابقة. تعمل جمعية الرفق بالحيوان الدولية/كوريا بشكل تعاوني مع مربي الكلاب منذ عام 2015 لمساعدتهم على إغلاق مزارعهم وإعادة تسكين الكلاب. اعتبارا من أغسطس 2020 أغلقت جمعية الرفق بالحيوان الدولية 16 مزرعة للحوم الكلاب وأنقذت أكثر من 2000 كلب. تقوم المؤسسة الخيرية بتوثيق كل إغلاق مزرعة لتوضيح الظروف ومن الواضح أن جميع سلالات الكلاب موجودة في هذه المرافق بما في ذلك الغولدن ريتريفر والبيغل والكلاب البودلية وكلاب الهاسكي إلى جانب التوساس والجندو.
كانت الممارسة السابقة هي ذبح الكلاب بالصعق الكهربائي على الرغم من تعليق بعضها أو ضربها على الرأس قبل استنزاف الدم. مثل هذه الممارسات غير قانونية بموجب قانون حماية الحيوان لعام 2007 وأصبحت نادرة على نحو متزايد.

## الوضع القانوني
بين عامي 1975 و1978 كان للكلاب الوضع القانوني الكامل لحيوانات الماشية في كوريا الجنوبية لكن شرعية تجارة لحوم الكلاب أصبحت الآن محل نزاع كبير. اعتمدت كوريا الجنوبية أول قانون لحماية الحيوان في مايو من عام 1991.
حاليا لا تحظر المادة 7 من قانون حماية الحيوان صراحة ذبح الكلاب من أجل الغذاء بل "تحظر قتل الحيوانات بطريقة وحشية". بالإضافة إلى ذلك فإنه "يحرم قتل الكلاب في المناطق المفتوحة مثل الشارع أو أمام حيوانات أخرى من نفس النوع".
تخضع لحوم الكلاب لقانون الصرف الصحي الغذائي/قانون نظافة الأغذية لعام 1962 والذي يعرف الطعام ببساطة بأنه "جميع المواد الغذائية باستثناء ما يتم تناوله كدواء". على عكس لحم البقر أو لحم الخنزير أو الدواجن يتم استبعاد لحوم الكلاب من قائمة الماشية بموجب قانون معالجة الماشية لعام 1962 وهو "القانون الأساسي الذي يحكم الذبح الصحي للماشية وتجهيز اللحوم". ومن ثم فإن تربية لحوم الكلاب لا تخضع للتنظيم مقارنة بتربية حيوانات الماشية الأخرى.
ونتيجة لذلك لا توجد لوائح تتطلب ذبح الكلاب بطريقة إنسانية من أجل اللحوم على الرغم من أن معاملة الكلاب تقع ضمن قوانين القسوة على الحيوانات. غالبا ما يتمحور الجدل حول لحوم الكلاب حول طرق الذبح المستخدمة والتي تشمل الصعق بالكهرباء والخنق بالشنق وضرب الكلب حتى الموت. ووفقا لتقارير من عام 1999 كانت بعض الكلاب لا تزال على قيد الحياة عندما تم حرقها أو إلقاؤها في الماء المغلي لإزالة فرائها. وفي العقود الأخيرة تمت مقاضاة مثل هذه الممارسات بموجب القانون.
في عام 2008 اقترحت حكومة مدينة سيول توصية للحكومة الوطنية لإضافة الكلاب إلى قائمة الماشية التي ينظم القانون ذبحها. عارضت مجموعات الناشطين الاقتراح باعتباره يضفي الشرعية أو التشريع على تجارة لحوم الكلاب. أسقطت المدينة الاقتراح لكن نقل عن مسؤول من الحكومة الوطنية قوله: "إنها الفكرة الوحيدة للمدينة. لم تتم استشارتنا على الإطلاق... لا أعتقد أننا نخطط حتى للنظر في هذا الخيار".
وفي يونيو 2018 قضت المحكمة البلدية لمدينة بوتشون بأن قتل الكلاب للحصول على لحومها أمر غير قانوني. وجاء هذا القرار التاريخي بعد انتقادات شديدة من المدافعين عن الحيوانات في البلاد. تم رفع القضية أمام المحكمة من قبل مجموعة حقوق الحيوان "التعايش مع حقوق الحيوان على الأرض" (رعاية) ضد مزرعة للكلاب قالوا إنها تقتل الحيوانات دون سبب حقيقي.
في 27 سبتمبر 2021 أثار الرئيس الكوري الجنوبي مون جاي إن إمكانية فرض حظر على استهلاك لحوم الكلاب في البلاد.
وفي 17 نوفمبر 2023 أعلن حزب قوة الشعب الحاكم عن خططه لحظر استهلاك لحوم الكلاب في البلاد. وإذا تم سن مشروع القانون المقترح بحلول نهاية العام فسيتم حظر لحوم الكلاب بحلول عام 2027. وصرح المشرع يو إيوي دونغ أنهم "سيقدمون الدعم الكامل للمزارعين والجزارين والشركات الأخرى التي تواجه الإغلاق أو الانتقال" من القانون.
في 9 يناير 2024 أصدر البرلمان الكوري الجنوبي قانونا يجرم تربية أو ذبح الكلاب للاستهلاك وبيع وتوزيع لحوم الكلاب اعتبارا من عام 2027. وستصل عقوبة بيع أو تربية الكلاب من أجل لحومها إلى عامين في السجن وذبح الكلاب لمدة تصل إلى ثلاث سنوات. ولا يجرم استهلاك لحوم الكلاب.

## أنواع الأطباق

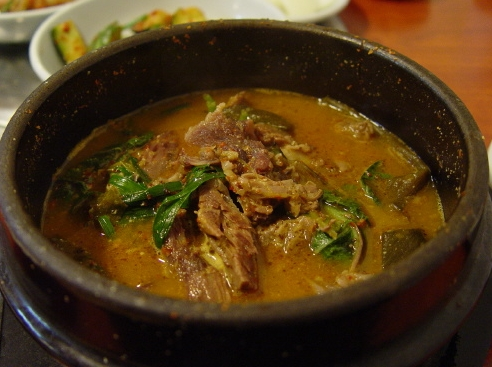
بوسينتانج

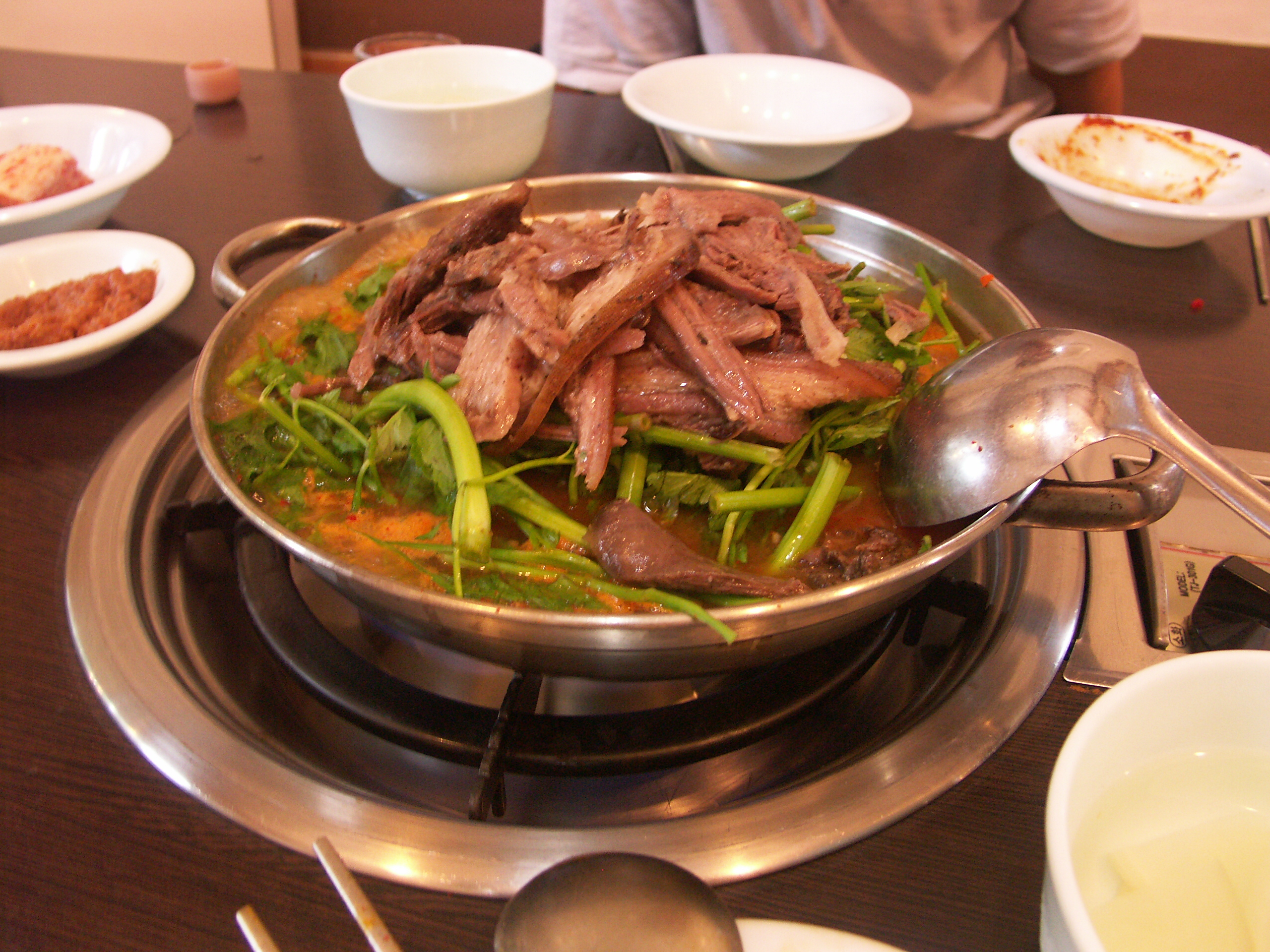
جايجوجي جيونجول

- بوسنتانغ; جايجانجوك - يخنة تحتوي على لحم الكلاب المسلوق والخضروات.
- غايغوغي جيونغول - يخنة كلب متقنة مصنوعة في مقلاة جيونغول كبيرة.
- جاي سويوك - لحم الكلاب المسلوق
- غايغوغي موتشيم – لحم الكلاب المطهو على البخار والكراث الكوري والخضروات الممزوجة بالتوابل
- جايسوجو – مشروب مختلط يحتوي على لحوم الكلاب ومكونات الطب الصيني الأخرى مثل الزنجبيل والكستناء والعناب لتنشيط صحة الفرد.

## الاهتمام الدولي
في عام 1984 قبل دورة الألعاب الأولمبية الصيفية لعام 1988 في سيول حظرت حكومة كوريا الجنوبية بيع لحوم الكلاب داخل البوابات الأربع لوسط مدينة سيول. في عام 2001 قبل كأس العالم لكرة القدم 2002 طالب منظمو الألعاب تحت ضغط من جماعات حقوق الحيوان مثل بيتا حكومة كوريا الجنوبية بإعادة معالجة هذه القضية. أطلقت بريجيت باردو رئيسة مؤسسة بريجيت باردو حملة خلال كأس العالم لكرة القدم 2002 لحظر لحوم الكلاب في كوريا الجنوبية وشجعت على مقاطعة الألعاب ما لم يتم فرض الحظر. تعرضت باردو بدورها لانتقادات شديدة وسخرية لكونها وقحة للغاية ومتعالية في تفاعلاتها العامة والتي تضمنت وصف الكوريين الجنوبيين بالأشخاص "المتوحشين" وإغلاق الهاتف أمام الصحفيين خلال المقابلات المتلفزة.
في أكتوبر 2018 اقترحت نائبة بارزة في البرلمان المصري (مارجريت عازر) أن تقوم مصر بتصدير الكلاب الضالة لاستهلاك اللحوم إلى دول مثل كوريا الجنوبية كحل لمشكلة الاكتظاظ السكاني للكلاب الضالة في البلاد. أثارت تصريحات عازر موجة من الانتقادات بين المدافعين عن حقوق الحيوان والمنقذين في مصر على الرغم من عدم وجود مثل هذه الخطط على الإطلاق. تم الإدلاء بهذا التصريح عندما تم بالفعل إغلاق أسواق لحوم الكلاب الرئيسية في كوريا الجنوبية بسبب نقص الطلب.
واجه العمال المهاجرون الكوريون الجنوبيون الذين يعيشون في الخارج وأطفال الشتات التمييز والتسلط والعنصرية بسبب الصورة النمطية للكوريين الجنوبيين الذين يأكلون لحوم الكلاب. وقد استمرت مثل هذه الإجراءات على الرغم من أن تناول لحوم الكلاب ليس ممارسة واسعة الانتشار في كوريا الجنوبية. في عام 2021 طلب بارك جي سونغ لاعب كرة القدم السابق المفضل لدى مشجعي مانشستر يونايتد من مشجعي نادي كرة القدم التوقف عن غناء أغنية على شرفه تتضمن الصورة النمطية التي تقول إن الكوريين الجنوبيين يأكلون لحوم الكلاب.
تعرض الأمريكيون الآسيويون بما في ذلك الأمريكيون الكوريون لعقود عديدة من الصور النمطية للكوريين الجنوبيين وغيرهم من الآسيويين باعتبارهم أكلة للكلاب. ومن الأمثلة على ذلك المضيف التلفزيوني جاي لينو الذي أعاد بشكل متكرر تدوير الصور النمطية عن الكوريين الجنوبيين الذين يأكلون لحوم الكلاب في نكاته. في إحدى المناسبات خلال دورة الألعاب الأولمبية الشتوية لعام 2002 قال جاي لينو مازحا إن المتزلج الأولمبي الكوري الجنوبي كيم دونغ سونغ سيأكل كلبه. رفعت مجموعة إم سي آي سي دعوى جماعية ضد لينو نيابة عن 50.000 أمريكي كوري مطالبة باعتذار وتعويضات مالية. اعتذر جاي لينو أخيرا في عام 2021 عن عقود من إلقاء النكات العنصرية.
وسط الانخفاض في استهلاك لحوم الكلاب في كوريا الجنوبية المعاصرة انتقدت مجموعة صوتية في كوريا الجنوبية الاحتجاج الدولي تجاه استهلاك لحوم الكلاب باعتباره نفاقا. وقد لاحظ الناشطون الدوليون في مجال حقوق الحيوان هذا النفاق أيضا نظرا للظروف المروعة التي يتم في ظلها تربية حيوانات المزارع الصناعية في الغرب. وقد أشار بعض المواطنين الكوريين الجنوبيين فضلا عن أعضاء المجتمع الدولي إلى أن الدول التي انطلقت منها أغلب الاحتجاجات تتمتع بأعلى نصيب للفرد في استهلاك اللحوم على هذا الكوكب وهو أعلى بعدة أضعاف من نظيره في كوريا الجنوبية.

## الجدل
في كوريا الجنوبية تستهلك أقلية من الناس (حوالي 3.9% من السكان بناء على استطلاع عام 2018) لحوم الكلاب بانتظام في الغالب مثل بوسينتاغ (حرفيا "حساء حماية الجسم") والذي يعتقد أن له خصائص طبية. استهلاك لحوم الكلاب هو أيضا ممارسة للأقليات في الصين.
في عام 2020 أجرت شركة نيلسن للأبحاث على الإنترنت استطلاعين شملا 1000 شخص في الفترة من يونيو إلى سبتمبر. ومن خلال الاستطلاع ذكر 83.8% من الكوريين الجنوبيين أنهم لم يستهلكوا لحوم الكلاب مطلقا وليس لديهم أي خطط لاستهلاكها في المستقبل. أيد 58.6% الحظر المفروض على لحوم الكلاب وقال 57% إن استهلاك لحوم الكلاب كان له تأثير على خلق تصورات سلبية عن كوريا الجنوبية. قالت الجمعية الإنسانية الدولية: "معظم الكوريين لا يستهلكون لحوم الكلاب ويتزايد عدد السكان الذين يعتبرون الكلاب حيوانات رفيقة وليست صالحة للأكل".
دعت مجموعة الدفاع عن رعاية الحيوان معهد رعاية الحيوان إلى إرسال رسائل احتجاج حول تجارة لحوم الكلاب إلى رئيس كوريا الجنوبية وسفيرها لدى الولايات المتحدة قبل استضافة كوريا الجنوبية لدورة الألعاب الأولمبية الشتوية لعام 2018. أثارت منظمة التحالف العالمي للكلاب الخيرية عريضة ناجحة عبر الإنترنت في عام 2012 تدعو حكومة المملكة المتحدة إلى التدخل ومعارضة القسوة. وفي عام 2015 تمت مناقشة هذه القضية أخيرا في مجلس العموم. عقدت مناقشة ثانية حول تجارة لحوم الكلاب في كوريا الجنوبية في برلمان المملكة المتحدة في 12 سبتمبر 2016 من قبل لجنة الالتماسات في أعقاب التماس عبر الإنترنت تم إطلاقه على عريضة.parliament.uk. لدى موقع Change.org أكثر من 450 ألف توقيع على عريضة لمقاطعة دورة الألعاب الأولمبية الشتوية لعام 2018. في عام 2018 قامت جمعية الرفق بالحيوان الدولية/كوريا والمدافعون عن حقوق الحيوان في كوريا وموقع العريضة كير2 بتسليم عريضة تضم مليون توقيع إلى مقر إقامة الرئيس البيت الأزرق في سيول مع رسالة تحثه على بدء مرحلة – الخروج من مزارع لحوم الكلاب.
وجدت دراسة أجريت عام 2019 أن كلاب المزارع لديها مستويات عالية من الكورتيزول في الشعر بأكثر من الضعف مقارنة بالكلاب الأليفة مما يشير إلى أن الكلاب في مزارع اللحوم تعاني من إجهاد فسيولوجي مزمن.

## مناقشة سياسية
منذ أواخر عام 2010 بدأ الليبراليون في كوريا الجنوبية بما في ذلك الحزب الديمقراطي وحزب العدالة في التشكيك بنشاط في ثقافة لحوم الكلاب. ونتيجة لذلك هناك صراع حاد بين وجهات نظر المعسكر الليبرالي والمعسكر المحافظ في كوريا الجنوبية. الليبراليون الذين يواجهون المحافظة الاجتماعية الكونفوشيوسية في كوريا الجنوبية ينتقدون بشكل أساسي ثقافة لحوم الكلاب باعتبارها غير أخلاقية. قال الرئيس مون جاي إن إنه كان يفكر في فرض حظر قانوني على لحوم الكلاب في 28 سبتمبر 2021. وقد حظيت وجهة نظر مون بدعم قوي من جماعات حقوق الحيوان. بعد فترة وجيزة من تصريحات مون بشأن لحوم الكلاب انتقد المتحدث باسم حزب قوة الشعب يانغ جون وو مون بشدة قائلا: "ليس للدولة الحق في تنظيم الأذواق الفردية أو عادات الأكل". بالإضافة إلى ذلك انتقد يون سيوك يول مرشح حزب سلطة الشعب السابق للانتخابات الرئاسية الكورية الجنوبية لعام 2022 والرئيس الحالي لكوريا الجنوبية المعسكر الليبرالي في كوريا الجنوبية في 2 نوفمبر 2021 قائلا إن "الكلب الأليف" و"أكل الكلاب" يجب أن يكونا مقبولين. تعهد آهن تشول سو بحظر تناول لحوم الكلاب تدريجيا خلال الانتخابات الرئاسية في كوريا الجنوبية عام 2017.